# الأكاديمية الملكية للعلوم والأدب والفنون الجميلة في بلجيكا

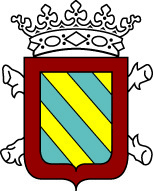

الأكاديمية الملكية للعلوم والآداب والفنون الجميلة في بلجيكا ( (بالفرنسية: Académie royale des sciences, des lettres et des beaux-arts de Belgique)‏ ,هي جمعية العلم والفنون المستقلة التابعة للجالية الفرنسية في بلجيكا . وهي واحدة من الأكاديميات العديدة في بلجيكا ، وهي النظير الناطق بالفرنسية للأكاديمية الملكية الفلمنكية في بلجيكا للعلوم والفنون. في عام 2001، أنشأت الأكاديميتان جمعية مشتركة لغرض تعزيز العلوم والفنون على المستوى الدولي: الأكاديميات الملكية للعلوم والفنون في بلجيكا. تقع جميع المؤسسات الثلاث في نفس المبنى ، قصر الأكاديمية في بروكسل.
| اسم                         | انتخاب         |
| --------------------------- | -------------- |
| أندريه ماري أمبير           | 8 أكتوبر 1825  |
| بيير اليشينسكي              | 8 يناير 1987   |
| أوغست بيرنايرت              | 8 مايو 1899    |
| لينوكس بيركلي               | 5 مايو 1983    |
| جان كوكتو                   | 1955           |
| سلفادور دالي                | 6 يناير 1972   |
| تشارلز داروين               | 15 ديسمبر 1870 |
| جورجيو دي شيريكو            | 3 يوليو 1958   |
| مانويل دي فالا              | 10 يناير 1935  |
| بول ديلفو                   | 3 يوليو 1958   |
| دميتري شوستاكوفيتش          | 1960           |
| جاك ديلورز                  | 29 مايو 1999   |
| تيودور دوبوا                | 5 يناير 1911   |
| بول دوكاس                   | 8 يناير 1820   |
| جيمس إنسور                  | 8 يناير 1825   |
| فيكتور هورتا                | 6 فبراير 1919  |
| جوزيف جونجن                 | 1 يوليو 1921   |
| الملكة اليزابيث ملكة بلجيكا | 1953           |
| جول ليسموند                 | 6 مايو 1982    |

## روابط خارجية
- موقع رساب